# White Turns Blue
White Turns Blue è l'album in studio di debutto internazionale (il terzo in totale) della cantante norvegese Maria Mena, pubblicato nel 2004.

## Tracce
1. You're the Only One - 2:44
2. Fragile (Free) - 4:00
3. Just a Little Bit - 3:56
4. Blame It On Me - 3:41
5. My Lullaby - 2:58
6. Take You With Me - 3:00
7. What's Another Day - 2:57
8. Lose Control - 2:41
9. Shadow - 3:40
10. Your Glasses - 4:02
11. Sorry - 2:52
12. A Few Small Bruises - 3:55
13. You're the Only One [acoustic] (bonus track)- 2:46
14. Sleep to Dream (bonus track) - 3:58